# Dirty Mind
Albums de Prince
Prince
(1979) Controversy
(1981)
Singles
1. Uptown
Sortie : 10 septembre 1980
2. Dirty Mind
Sortie : 26 novembre 1980
3. Do It All Night
Sortie : 6 mars 1981

Dirty Mind est le troisième album studio du chanteur et musicien américain Prince, publié le 8 octobre 1980 par Warner Bros. Records.
Il marque une rupture avec les deux précédents disques de l'artiste, par ses influences new wave et ses paroles explicitement sexuelles.
Trois singles en sont issus : Dirty Mind, chanson-titre, Do It All Night, vendu uniquement en Grande-Bretagne, et Uptown, qui se classe 5e du « Billboard Dance Chart » aux États-Unis. 

## Liste des titres
Toutes les chansons sont écrites et composées par Prince, sauf Dirty Mind par Prince et Dr. Fink..
| No | Titre                    | Durée |
| -- | ------------------------ | ----- |
| 1. | Dirty Mind               | 4:11  |
| 2. | When You Were Mine       | 3:44  |
| 3. | Do It All Night          | 3:42  |
| 4. | Gotta Broken Heart Again | 2:13  |
| 5. | Uptown                   | 5:30  |
| 6. | Head                     | 4:40  |
| 7. | Sister                   | 1:33  |
| 8. | Partyup                  | 4:24  |

## Musiciens
- Prince - chant, guitares, basse, batterie, claviers
- Lisa Coleman - chœurs sur Head
- Dr. Fink - synthétiseur sur Dirty Mind et Head